# 庞显贵宅院
庞显贵宅院，位于中国山西省晋中市平遥县平遥古城东南门头街99号，为平遥复兴隆布庄东家庞显贵（1847—1933年）住宅，建于晚清时期。
庞显贵为金庄村人，中年时因行善仗义，得蔚泰厚票号东家毛履泰资助，经商成为巨富，开设的店铺包括复兴隆布庄、兴隆奎鞋帽店、兴隆兴绸缎庄、复兴公银号、德升窑窑铺（炉食糕点铺）等。
庞宅占地面积827平方米，平面略呈正方形，布局严谨。中轴线上建有南厅、二门、正房。南厅7间，中间明间辟为宅门，为垂花门楼，两侧方砖影壁。正房为5孔砖砌窑洞，前廊有木雕、彩绘。后院约500平方米。
1994年12月28日，庞宅公布为平遥县文物保护单位。